# Jan Mancewicz
Jan Mancewicz (ur. 20 kwietnia 1972 w Krakowie) – polski aktor telewizyjny oraz filmowy. Najbardziej znany z filmów Uwikłanie, Słodko gorzki, Pół serio oraz serialu telewizyjnego Szkoła.

## Życiorys
Absolwent PWST w Krakowie – Filii we Wrocławiu. W latach 1998–2005 występował w Teatrze im. Ludwika Solskiego w Tarnowie.

## Filmografia

### Filmy
- 1996: Słodko gorzki
- 1998: Chyba upał
- 1998: Amok
- 2000: Pół serio
- 2011: Uwikłanie
- 2012: 48H TV[3]
- 2013: Diabeł
- 2014: Bardo
- 2017: TodMachine

### Seriale
- 1999: Graczykowie
- 2005: Wielkie ucieczki
- 2007: Determinator
- 2007: Pitbull
- 2008: Trzeci oficer
- 2009: Blondynka[4]
- 2009–2010: Majka[5]
- 2014–2020: Szkoła
- 2022: Brokat[6]